# Mesquita Central de Lisboa

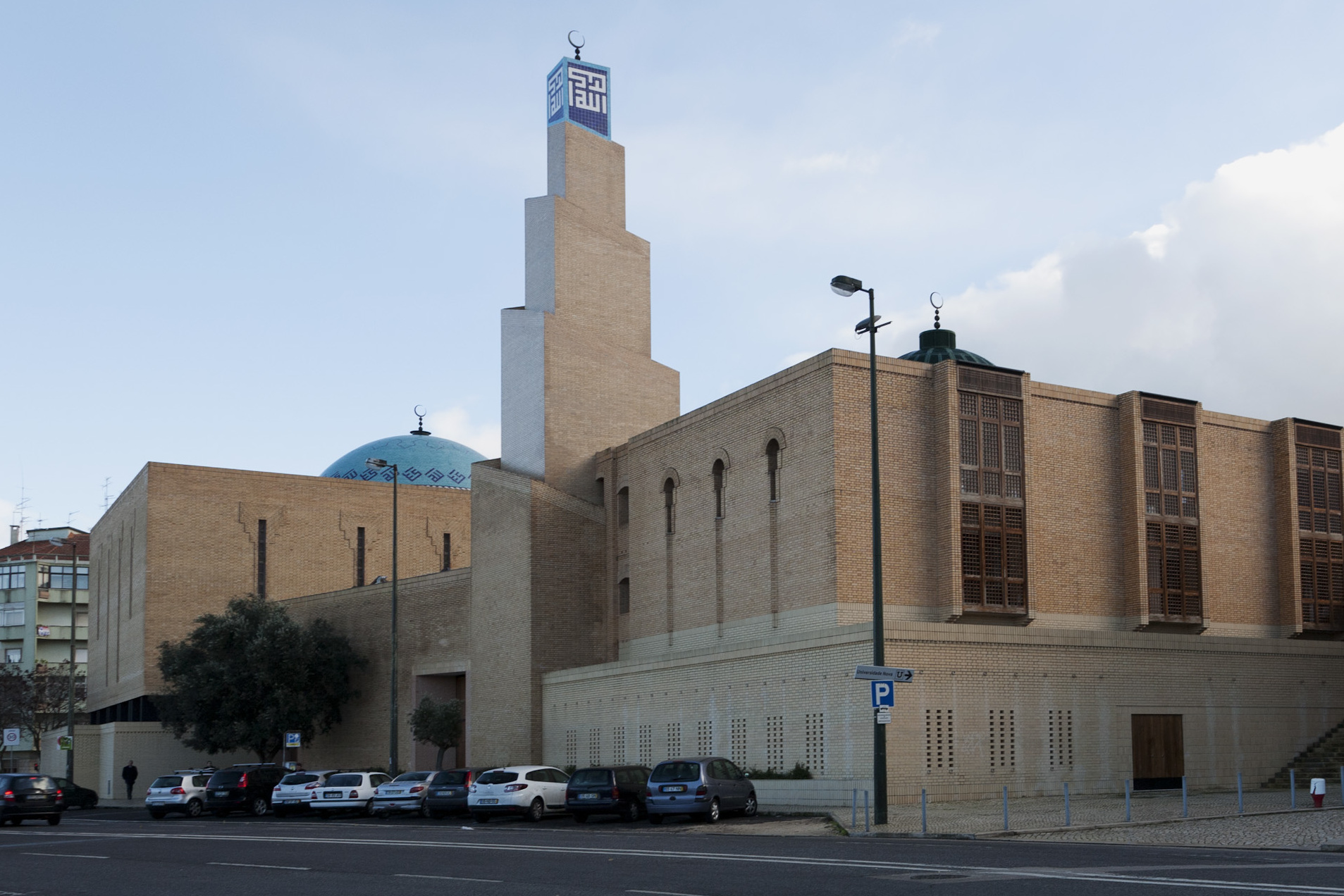
Mesquita Central de Lisboa

A Mesquita Central de Lisboa é a principal mesquita da comunidade islâmica portuguesa. Situa-se na Avenida José Malhoa, perto da Praça de Espanha, em Lisboa. 
À semelhança da generalidade das mesquitas, nesta podem ser distinguidas quatro áreas, a entrada, a sala de orações (sobre a qual se ergue uma cúpula), a madraça (escola islâmica) e o minarete. 
Anualmente, e desde 1995, realiza-se na mesquita uma Feira do Livro Islâmico, promovida pela editora Al Furqan, ligada à comunidade islâmica. 
O actual imã da mesquita de Lisboa é o sheik David Munir.

## História
A partir de 1974, e em consequência do movimento de descolonização português e da guerra civil que se seguiu nas antigas colónias portuguesas, o número de muçulmanos aumentou em Portugal, sendo estes, em grande parte, oriundos dos países africanos de expressão portuguesa. 
Em 1979 o governo de Mota Pinto cedeu à comunidade islâmica uma parte do Palácio de Príncipe Real para ali realizarem as suas orações. Tornava-se contudo necessário organizar a construção de uma espaço para a comunidade islâmica, tarefa em larga medida liderada por Suleiman Valy Mamede, então presidente da Comunidade Islâmica de Lisboa (CIL).
Embora a petição do terreno já estivesse pronta desde 1966, a construção da mesquita só se iniciou em 1979, com projecto dos arquitetos António Maria Braga, vencedor do Prémio Rafael Manzano, e João Paulo Conceição. A mesquita seria inaugurada a 29 de Março de 1985. É um templo de arquitectura pós-moderna.
A sua edificação resultou da contribuição de países islâmicos, à frente dos quais se encontrou a Arábia Saudita (com 1 milhão de dólares), seguida do Kuwait, Líbia, Emirados Árabes Unidos e Omã.